# Ostřice křivoklasá
Ostřice křivoklasá (Carex curvata) neboli tuřice křivoklasá je druh jednoděložné rostliny z čeledi šáchorovité (Cyperaceae).

## Synonyma
- Vignea curvata (Knaf) Soják
- Carex praecox subsp. curvata (Knaf) Kük.
- Carex praecox subsp. intermedia (Čelak.) Schultze-Motel
- Vignea praecox subsp. intermedia (Čelak) Dost.
- Carex brizoides subsp. intermedia Čelak.

## Popis
Jedná se o rostlinu dosahující výšky asi 20–60 cm. Je vytrvalá, netrsnatá, vytváří dlouhé plazivé oddenky, ze kterých vyrůstají jednotlivé lodyhy. Listy jsou střídavé, přisedlé, s listovými pochvami. Lodyha je tupě trojhranná, v době květu vzpřímená, ale později je ohnutá, na rozdíl od ostřice časné většinou kratší než listy. Čepele listů jsou jen 2–3 mm široké, víceméně ploché. Ostřice křivoklasá patří mezi stejnoklasé ostřice, všechny klásky vypadají víceméně stejně a obsahují samčí i samičí květy. V dolní části klásku jsou samčí květy, v horní samičí. Celý lichoklas (klas klásků) je asi 1,5–2,5 cm dlouhý a obsahuje cca 3–9 klásků, které jsou za plodu trochu zakřivené. Osinkatá rozšířená pleva u dolního klásku je přítomna (na rozdíl od ostřice třeslicovité). Okvětí chybí. V samčích květech jsou zpravidla 3 tyčinky. Čnělky jsou většinou 2. Plodem je mošnička, která je zhruba stejně dlouhá jak pleva, je křídlatá v horních 2 třetinách, ale na rozdíl od ostřice časné nikoliv na zobánku, mošnička je asi 3,5–3,8 mm dlouhá, na vrcholu plynule zúžená v asi 1 mm dlouhý dvouzubý zobánek. Každá mošnička je podepřená plevou, která je světle hnědá, tmavší než u ostřice třeslicovité, ale světlejší než u ostřice časné. Kvete nejčastěji v květnu. Počet chromozómů: 2n=58.

## Rozšíření
Ostřice křivoklasá roste hlavně ve střední Evropě, kvůli taxonomickým problémům není rozšíření dobře známo.
V ČR roste vzácně až roztroušeně v nížinách a pahorkatinách. Rozšíření není dobře známo kvůli taxonomických obtížím, často nebyla odlišována od ostřice třeslicovité.

## Příbuzné druhy
V ČR rostou ještě 2 příbuzné druhy. Je to ostřice třeslicovitá (Carex brizoides) a ostřice časná (Carex praecox). Ostřice křivoklasá stojí mnoha znaky mezi oběma zmíněnými druhy a některými autory byla považována za poddruh Carex brizoides nebo Carex praecox.